# Schossin
Schossin is een gemeente in de Duitse deelstaat Mecklenburg-Voor-Pommeren, en maakt deel uit van het Landkreis Ludwigslust-Parchim.
Schossin telt 253 inwoners.